# أحمد بوزيان
أحمد بوزيان أو الشيخ بوزيان هو أحد قادة المقاومات الشعبية الجزائرية ضد الاحتلال الفرنسي بواحة الزعاطشة بولاية بسكرة. والتي عرفت بمقاومة الزعاطشة.

## نشأته
نشأ أحمد بوزيان نشأة دينية فحفظ كتاب الله وتفقه على المذهب المالكي كما التزم الطريقة الدرقاوية في التصوف وهي السبب الرئيس في تعرفه على الحاج موسى بن الحسن الدرقاوي واتخاذه خليفة له فيما بعد عند إعلانه الثورة ضد الفرنسيين.
كان أحمد بوزيان متواضعاً، ما دفعه للبحث عن عمل في الجزائر العاصمة حيث يقال إنه كان سقاءً فيها خلال ثلاثينات القرن التاسع عشر وهي إحدى المهن التي احتكرها البسكريون تقليديًا هناك، عاد بعد ذلك إلى الصحراء برأس مال معين للاستثمار في زراعة نخيل التمر كما كان يفعل البسكريون، ما جعل منه مالك أرض متواضعًا في الزيبان قبل أن يعينه الأمير عبد القادر مسؤولاً محليا على منطقة الزعاطشة.
من المعروف أنه كان من أنصار الأمير عبد القادر وتولى منصب شيخ الزعاطشة لعدة سنوات حتى استولى الجيش الفرنسي على منطقة الزيبان عام 1844.

## وفاته
بعد مجزرة الجنرال ايميل هربيون بواحة الزعاطشة، أمر هذا الأخير بتأخير إعدام الشيخ بوزيان وابنه ذي 15 سنة والمرابط سي موسى وبتر رؤوسهم وحملها إلى بسكرة لإرعاب السكان. ثم نقلت الجماجم إلى فرنسا بعد ان عرضت على مجموعة من الأنثربولوجيين الفرنسيين ثم حولت إلى متحف الإنسان بباريس.

## إسترجع رفاته ودفنه
بعد مفاوضات مراطونية مع الطرف الفرنسي حول استرجاع رفات شهداء المقاومات الشعبية للاستعمار الفرنسي خلال القرن التاسع عشر، أشرف رئيس الجمهورية عبد المجيد تبون بمطار هواري بومدين الدولي يوم 3 جويلية 2020 على مراسم استقبال 24 منهم قادمة من فرنسا على متن طائرة عسكرية وفي مقدمتهم الشيخ بوزيان والشريف بوبغلة وأقام لذلك مراسم تشريف عسكرية تليق بتضحياتهم الجسيمة وتلاوة فاتحة الكتاب على أرواحهم وذلك قبل دفنهم يوم 5 جويلية 2020 على مستوى مربع الشهداء بمقبرة العالية بمناسبة إحياء ذكرى عيد الاستقلال.